# Hospental
Hospental är en ort och  kommun i kantonen Uri, Schweiz. Kommunen har 176 invånare (2023).